# Agrapha
Agrapha (ἄγραφα, singolare: ἄγραφον, àgraphon, «non scritto») è una parola greca utilizzata per indicare quei detti di Gesù che non sono contenuti nei vangeli canonici, ma che sono stati tramandati da fonti extra-evangeliche o extra-canoniche.
Questo termine fu usato per la prima volta da J.G. Körner nel 1776 e introdotto nella moderna critica biblica da Alfred Resch all'inizio del XX secolo. Resch distinse 194 agrapha provenienti da fonti patristiche e dalla tradizione testuale del Nuovo Testamento, dai detti di Gesù contenuti nei testi cosiddetti "apocrifi"; successivamente questa distinzione è stata abbandonata.

## Fonti degliagrapha

### Altri libri del Nuovo Testamento
Un primo esempio di agraphon è riportato all'interno degli Atti degli Apostoli, 20:35. In questo brano, si racconta del discorso di Paolo di Tarso agli anziani della comunità di Efeso; Paolo afferma:
Il detto attribuito da Paolo a Gesù, «Vi è più gioia nel dare che nel ricevere!», non è tramandato da alcun testo evangelico, e dunque è un vero e proprio agraphon.
Anche le lettere di Paolo contengono alcuni agrapha; il più famoso è quello riportato nella Prima lettera ai Tessalonicesi, 4:15-17:
In questo caso l'agraphon non è chiaramente delineato, e probabilmente risente dell'influsso del pensiero paolino.

### Tradizione testuale
Una fonte differente di agrapha è la tradizione testuale del Nuovo Testamento. In alcuni manoscritti, infatti, sono contenuti dei brani che la critica biblica ritiene non essere parte dei vangeli, ma che non di meno sono considerati verosimilmente autentici, derivati, cioè, dalla tradizione orale legata alla predicazione di Gesù. Un esempio di tali agrapha è contenuto nel Codex Bezae, un manoscritto in lingua greca del V secolo; nel Vangelo secondo Luca, dopo la pericope dei discepoli che strappano le spighe di sabato (6:1-5) e prima della guarigione avvenuta di sabato (6:6-11), nel Codex Bezae è inserito il seguente brano:
Un altro esempio di agraphon è il cosiddetto "logion di Freer". Il Vangelo secondo Marco termina con dodici versetti (Marco 16:9-20) che non erano verosimilmente inclusi nell'originale, ma che furono aggiunti successivamente. Oltre a questi dodici versetti, anche detti "finale lungo di Marco", i manoscritti tramandano un finale corto e il "logion di Freer", che nel Codex Washingtonianus è inserito dopo il versetto 16:14:

### Letteratura sub-apostolica, patristica e apologetica
Una terza fonte di agrapha è costituita dalla letteratura subapostolica, testi molto antichi (non oltre il II secolo) attribuiti a discepoli degli apostoli, dalla letteratura patristica e apologetica. Agrapha sono riscontrabili nella Prima lettera di Clemente, nella Lettera di Barnaba e nelle opere di Giustino, Clemente Alessandrino, Origene e Afraate.
Il problema di raccogliere gli agrapha di Gesù fu sentito dallo scrittore cristiano Papia, vescovo di Ierapoli, che all'inizio del II secolo compose un'opera intitolata Esegesi delle parole del Signore; l'opera di Papia è andata perduta, ma alcuni brani furono citati da Ireneo di Lione. Tra questi, vi è un brano, riportato nell'opera Contro gli eretici (5.33.3f), che contiene una parabola di Gesù non presente nei vangeli.

### Testi evangelici non canonici
Alcuni agrapha sono contenuti anche nella quarta tipologia di fonti, quella dei testi evangelici "apocrifi", cioè non inclusi nel canone biblico.
Un esempio di tale fonte è l'anonimo vangelo conservato in maniera frammentaria nel Papiro di Ossirinco 1224, secondo alcuni studiosi risalente addirittura all'anno 50. Il frammento in questione richiama brani contenuti nei vangeli canonici (Marco 2:16-17, Matteo 5:44, Marco 9:40), ed è seguita da un agraphon, ricostruibile come:

### Fonti islamiche
Un certo numero di detti attribuiti a Gesù sono contenuti anche all'interno di fonti islamiche; in generale, le tradizioni contenute nel Corano derivano da fonti apocrife.
Ad esempio, nella Sura 3.49 del Corano si dice:
Il brano è un chiaro riferimento ad un episodio contenuto nel Vangelo dell'infanzia di Tommaso (2:2-5).
Un altro famoso agraphon proveniente da una fonte islamica è un testo scritto sull'arcata della moschea di Buland Darwaza a Fatehpur Sikri, in India, il cui testo recita:
Si tratta di un agraphon molto simile ad un detto contenuto nel Vangelo di Tommaso, il numero 42: «Siate passanti!».